# Brucelose
A brucelose é uma zoonose associada a uma bactéria intracelular (Navajo et al, 2004). Ao longo da história foi denominada de diversas formas, dentre as quais a “febre de Malta”, “febre do mediterrâneo”, “febre de Gibraltar” ou “Doença de Bang” (Aufderheid, 1998). Apesar de a patologia ser considerada uma zoonose, não é exclusiva dos animais, pois eles são um vetor de transmissão do bacilo para os humanos. A brucelose consiste na contaminação cruzada pelo bacilo de qualquer espécie de Brucella entre animais domésticos e humanos. A contaminação ocorre especialmente em Países em vias de desenvolvimento (Navajo et al, 2004). Alguns dos animais atualmente identificados como vetores de transmissão de brucelose são, por exemplo, gado bovino, gado caprino, porcos, veados, antílopes, entre outros (Ortner, 2003).
A febre de Malta já constava no corpo de Hipócrates, onde estaria descrita como uma febre “ondulante” com períodos agudos e outros remitentes. Apesar da patologia já ser conhecida e descrita por alguns, apenas em 1887 foi possível isolar o microrganismo responsável pela doença. O Cirurgião britânico, Sir David Bruce, foi quem isolou e denominou o microrganismo de Micrococcus miletensis. Em 1920, o nome foi alterado para Brucella melitensis em homenagem a Sir David Bruce. Em 1905, T. Zammit, relacionou a febre de malta em humanos com o consumo de leite de cabra. Anteriormente, em 1897, foi isolada a estirpe Brucella abortus, pelo físico dinamarquês Bernhard L.F. Bang, tendo sido determinada como fator responsável por abortos infeciosos em gados. O primeiro caso registado de “febre ondulante” em humanos data de 1922, nos Estados Unidos da América, e cuja origem derivou da presença do bacilo Brucella suis. Porém, o agente patogénico não foi imediatamente reconhecido (Aufderheid, 1998).

## Patogênese

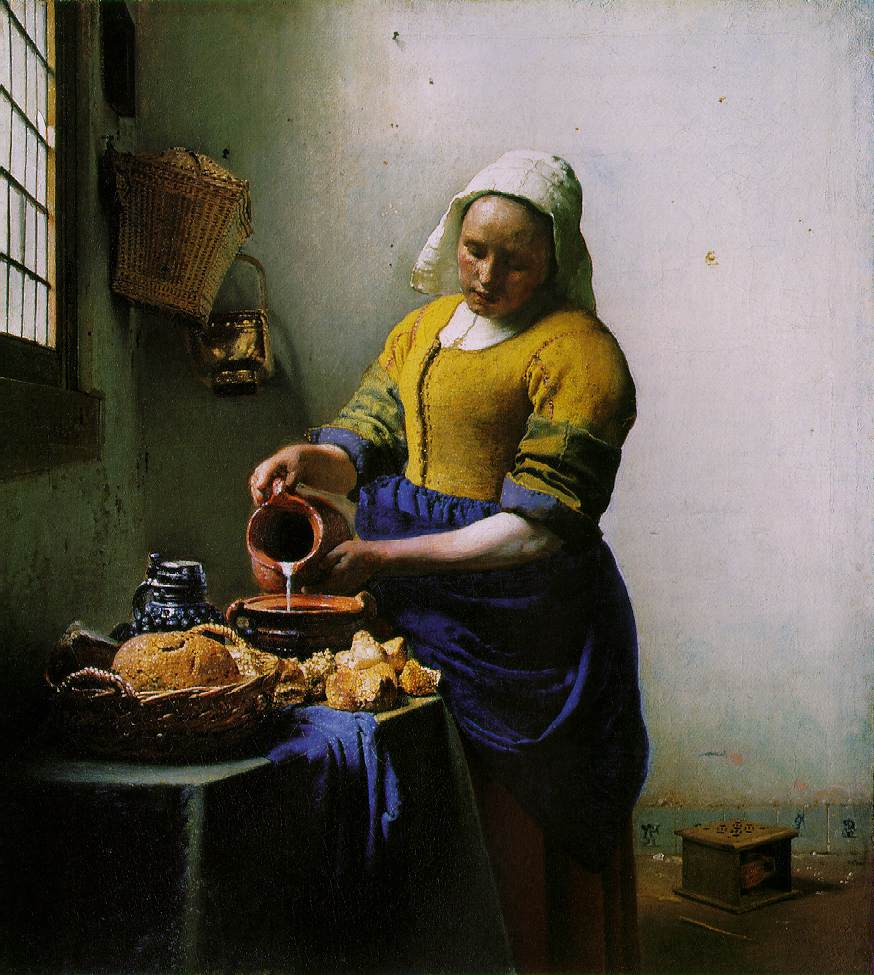
O leite não pasteurizado e os seus produtos são a principal fonte da brucelose. O quadro é de Vermeer.

Brucella é uma bactéria Gram-negativa que pertence à família Brucellaceae. As células possuem forma de bastonetes curtos e ovais (bacilos/cocobacilos) imóveis, normalmente isoladas ou, com menor aparição, aos pares ou em cadeias curtas. 
A bactéria tem como portão de entrada no organismo a via oral ou venérea. Esta se prolifera no linfonodo satélite, e migram para os testículos, úbere, articulações e útero. Nas fêmeas, a Brucella tem tropismo pelo eritritol (hormônio produzido pela placenta no terço final da gestação para sinalizar que o feto está pronto), então ela vai para a placenta e causa lesões em glândulas uterinas e carúnculas. Essas lesões provocam endometrite ulcerativa e aborto. Nos machos, a bactéria tem tropismo por hormônios masculinos, como a testosterona, então esta vai para os testículos e causa lesões, que levam a orquite, podendo causar até a infertilidade. A Brucella também podem causar danos às articulações, onde causa bursite e artrite. 

## Descoberta da Brucelose
No ano de 1887 o Dr. David Bruce descobriu a Brucella Melitensis e associou esta bactéria com a doença zoonótica que é transmitida pelos alimentos, a brucelose. Nos primeiros tempos a descoberta de David Bruce, patologista e microbiologista foi considerada como uma doença humana. Contudo, mais tarde verificou-se que os animais podiam ter essa doença. Em muitos países o foco foi na doença animal e não na brucelose humana, isto aconteceu visto que a doença era endémica nos humanos e acontecia apenas em certas áreas geográficas ou em grupos que estavam mais expostos ao risco de sofrerem a infeção. Apesar de a doença ter sido descoberta em 1887 é uma doença que pode existir desde os tempos antigos, algo descrito pela primeira vez no tempo dos Romanos.
No contexto atual existem algumas medidas de prevenção nos matadouros, como por exemplo o uso de equipamento de prevenção atual ou o abate dos animais que estão infetados com a doença. Estes tipos de medidas não existem nos matadouros clandestinos por isso a doença continua a infetar novos animais e humanos pelo consumo de carne provenientes dos animais ou pelo contacto com os mesmos.
Na atualidade não existe uma vacina para os humanos, no entanto a doença é tratada com um esquema de antibióticos, isto é, normalmente dois ou mais antibióticos. A prevenção nos animais é por uma vacina para que estes não fiquem infetados e transmitam a doença.

## Primeiros casos de brucelose
Os primeiros casos de brucelose foram reportados em esqueletos humanos datados da idade do bronze, e são provenientes de sítios arqueológicos da Jordânia, Bahrein e Territórios Palestinos. Essas zonas são o centro histórico da domesticação de ovelhas e cabras entre outros animais (D’Anastasio et al., 2011). Estes primeiros casos de brucelose em humanos podem ter sido culpa do contacto permanente esses mamíferos e pela ingestão de leite ou produto proveniente de animais infetados.

## Epidemiologia

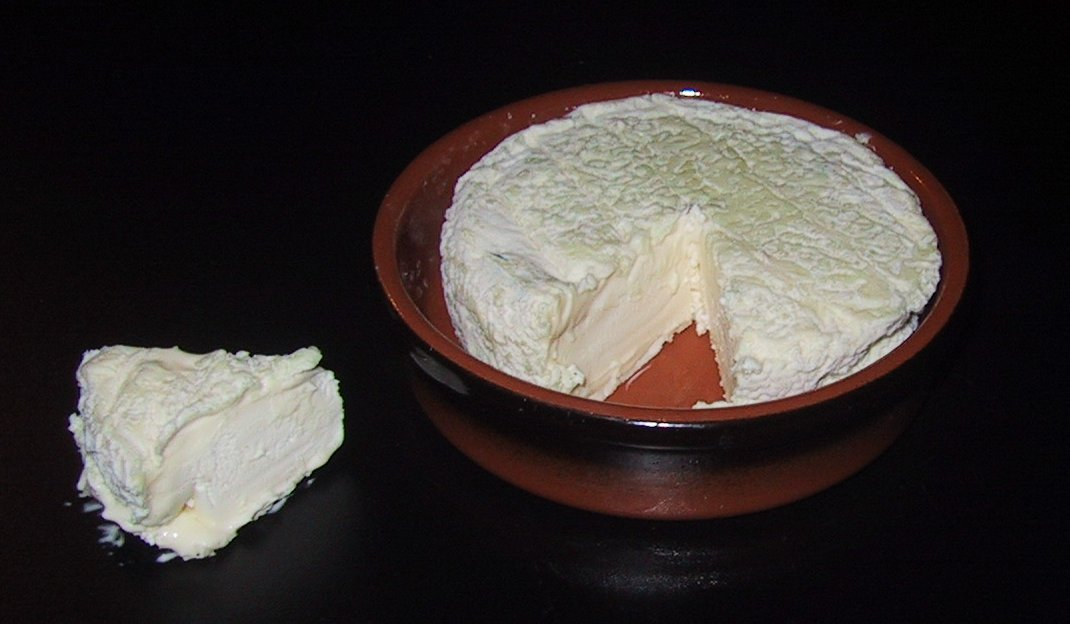
O queijo, principalmente fresco, feito artesanalmente a partir de leite não pasteurizado é uma fonte importante da doença

Um dos bacilos que mais frequentemente contaminam os humanos é a espécie Brucella melitensis e, afeta maioritariamente jovens adultos e adultos de meia idade. Alguns estudos epidemiológicos demostram que o contacto com animais infectados por parte de profissionais, como por exemplo, agricultores, veterinários, pastores, aumentam consideravelmente o risco de contração da patologia (Ortner, 2003). A contaminação pelo bacilo em seres humanos pode ter múltiplas origens e, é feita de forma direta ou indireta. O contágio por forma directa corresponde a aproximadamente 75% das transmissões e é feita pelo contacto cutâneo com animais infetados, com produtos resultantes de abortos, placentas, secreções vaginais, fezes, urina … A contaminação indireta, por sua vez, é feita pela por via digestiva, sobretudo pelo consumo de leite ou manteiga não pasteurizada ou queijo fresco. O contágio entre humanos é pouco frequente. 

## Sinais e Transmissão
Os sintomas provocados por esta doença são febres, cansaço, suores noturnos, anorexia, dores de cabeça, costas e articulações, podendo levar a um envolvimento hepático. Estes tipos de sintomas podem durar semanas ou meses. Apesar da sua baixa mortalidade, a doença pode evoluir para um estado crónico. A duração da doença muda consoante o tempo de prevalência dos sintomas. Caso estes sintomas ocorram durante um período de dias, estamos perante um caso de brucelose aguda, onde são necessárias algumas semanas de incubação; se os sintomas se mantiverem por vários anos, passamos para um estado crónico. O estado crónico desta doença, pode levar a várias complicações, como lesões supurativas nos ossos, articulações, baço, rins ou fígado. A transmissão é feita com o contacto com os animais o que permite dizer que a transmissão é de carácter profissional na maioria dos casos, contudo os consumidores de animais infetados também podem ser contaminados. 

## Sinais e sintomas
Os principais sintomas da brucelose em humanos são similares aos da gripe, como:
- Febre
- Cansaço corporal
- Dor e enfraquecimento das articulações
- Calafrios
- Sudorese
- Fraqueza
- Dor de cabeça e no corpo em geral

Complicações incluem:
- Encefalite (inflamação do cérebro ou cerebelo ou tronco encefálico)
- Meningite (inflamação das membranas que envolvem o sistema nervoso central)
- Endocardite (inflamação do interior do coração)
- Artrites (inflamação das articulações)
- Epididimiorquite (inflamação dos testículos)
- Aborto, principalmente a partir do sexto mês de gestação, ou nascimento prematuro com retenção de placenta.
- Vaginite com corrimento vaginal.

## Brucelose como arma biológica
O contacto com um animal infetado pode resultar numa infeção num ser humano, e se a doença é geralmente não fatal, pode causar doenças no longo termo que são recorrentes e que são marcadas por febres e mal-estar debilitantes (Hayhurst et al., 2003). Na literatura é referido que as espécies de Brucellae ainda não foram usadas como armas de bioterrorismo, Brucellae podem facilmente infetar animais e humanos por vias aéreas ou por produtos de origens animais (Doganay e Doganay, 2012). Brucellae Podem sobreviver longos períodos de tempo sem estar num hospedeiro, como resultado dessa característica, as Brucellae, e mais parecisamente as Brucella meliten sis, Brucella abortus e Brucella suis, estavam entre os primeiros organismos a serem considerados como armas biológicas (Hayhurst et al., 2003). Pappas et al. Classificou todas as espécies de Brucellae como sendo os agentes biológicos com o menor grau de perigosidade entre 15 diferentes agentes biológicos (Doganay e Doganay, 2012). De fato as três espécies de Brucellae mencionadas anteriormente são guardadas na lista de agentes dos Centros de Controlo de Doenças e Prevenção (Hayhurst et al., 2003).
No inicio do século XXI muitos países iniciaram programas de armas biológicas, determinando a virulência, a estabilidade, a produtividade, e a infecciosidade (Doganay e Doganay, 2012). Certas características das espécies de Brucellae fazem delas uma agente mais ou menos adequado para criar uma arma biológica, a facilidade da disseminação, a estabilidade do armazenamento,e a disponibilidade de cepas virulentas são características chaves para criar uma arma biológica (Doganay e Doganay, 2012).
Durante as historias varios países como o Japão, os Estados Unidos da América e a URSS, eram programas de desenvolvimento para a criação de uma arma biológica com base na brucelose, e essas armas usavam a brucelose tanto na forma liquida como na forma solida, e podiam ter uma capacidade de produção de 100 toneladas (Doganay e Doganay, 2012). Foi estimado que lançamento de 50 Kg de Brucella suis desde um avião ao longo de 2 Km e 10 Km contra o vento numa cidade de 500’000 habitantes ia afetar 125’000 pessoas e matar 500, e no caso de um ataque com o uso de disseminação por aerossol numa população urbana de 1997 o custo económico seria de 477,7 milhões de dollars por 100’000 pessoas expostas (Doganay e Doganay, 2012).

## Brucelose nos cães
Os cães podem ser infetados pela brucelose, sobretudo pela Brucella canis, mais também podem ser infetados por três outras espécies de Brucella ( Brucella abortus, Brucella melitensis e Brucella suis) (Hollet, 2006). 
A primeira infecção num cão pela Brucella suis foi publicada em 1931, em 1963 foram reportados vários abortos caninos, mas só em 1966-1967 é que foi isolado a Brucella canis (Hollet, 2006). 
Os primeiros casos de brucelose canina foram reconhecidos em colónias de beagles nos Estados Unidos da América, mas agora existe evidencias que a brucelose afeta varias espécies de cães e em diferentes países (Flores-Castro et al., 1977). Brucella canis é uma pequena bacteria que tem os cães como hospedeiros, e tem propriedades antigénicas semelhante ás da Brucella ovis, a Brucella abortus pode infetar os cães que comem tecidos abortados ou fetal de gado infetado (Hollet, 2006). Foram feitos vários procedimentos sorológicos para diagnosticar as infeções por Brucella canis em cães e em seres humanos, esses testes ocorreram durante estudos epidemilogicos (Flores-Castro et al., 1977). Os métodos sorológicos usados, os mais comuns, incluem o teste rápido de aglutinação em lamina (SAT), a aglutinação por tubo (TAT), e o 2-mercaptoetanol teste de aglutinação em tubo (ME-TAT), o TAT é o unico método publicado que foi avaliado por extenso estudo bacteriológico (Flores-Castro et al., 1977).
Cães saudáveis podem ser portador ou mesmo transmitir a doença através de recursos naturais, por exemplo o acasalamento, contacto oronasal e ingestão de tecidos ou fluidos contaminados (Hollet, 2006). Ainda segundo Hollet (2006) os sinais clínicos são vários, podem ser assintomaticos, linfadenaptica, orquite, e epididea, perda embrionária, também pode ser o aborto ou a atrofia testicular (Hollet, 2006). Para tratar a doença não deve ser usado só um antibiótico, mas deve ser feito uma terapia combinada, mas com a possibilidade de recaída o melhor tratamento é a remoção da instalação ou a eutanásia (Hollet, 2006).

## Brucelose nos primatas
Num hominídeo (família de mamíferos primatas, que incluem a espécie humana e seus ancestrais fósseis) que existiu há cerca de 2,3 a 2,5 milhões de anos, foram encontradas lesões osteológicas nas vertebras lombares (L4 e L5), que observadas macro, micro e radiologicamente, são lesões consideradas patognomónicas à brucelose.
A presença da brucelose, encontra-se associada ao consumo de proteínas animais, pelo que, o Australopithecus africanus, que apresentava lesões características da brucelose, poderá ter ingerido carne infetada ou carne de antílopes jovens. E o facto de a dieta das espécies do género Homo ser comum a chimpanzés e a outros primatas não humanos, indica que todas as espécies podem contrair a doença.
A descrição de uma nova espécie isolada assim como dois casos de natimortos em primatas não humanos, abre a possibilidade de existir uma espécie brucelar no passado que pode não ser conhecida (Natalia et al., 2009).

## Diagnóstico
Pode ser feito tanto pelo isolamento e identificação da bactéria (diagnóstico direto) como pela pesquisa da resposta imunológica à infecção (diagnóstico indireto). O diagnóstico direto é feito através de exames bacteriológico dos tecidos e produtos dos animais infectados (tecidos fetais e genitais) e o diagnóstico indireto pela pesquisa de anticorpos, através da sorologia, bem como pela pesquisa da resposta celular pelo teste cutâneo ou testes in vitro. Os testes sorológicos permitem a pesquisa de anticorpos no soro, líquido seminal e leite dos animais infectados.

## Diagnóstico paleopatológico de brucelose
Para um diagnóstico de brucelose com algum grau de confiança é necessário ter em conta os padrões mais comuns da patologia. Em primeiro lugar deve-se analisar macroscopicamente, sempre que possível, todo o esqueleto. Para isso é necessário analisar e descrever os padrões de distribuição das lesões ósseas. Após a identificação e descrição das lesões ósseas é necessário fazer um diagnóstico diferencial, pois existem diversas patologias que causam padrões de lesão óssea semelhante. Os ossos mais afetados pelos bacilos de Brucella são as vertebras, mais frequentemente as lombares. Os ossos longos raramente são afetados. Nestes ossos, a brucelose é muito semelhante à osteomielite supurativa, exibindo um padrão de destruição óssea, formação de abcessos e espaçamento do periósteo. As regiões articulares também são comumente afetadas, em especial as articulações sacroilíacas, coxofemoral e do joelho (Curate, 2003/2004). Nas vértebras, as lesões mais comuns consistem num pequeno foco destrutivo na margem ântero-superior do corpo vertebral. A actividade inflamatória brucelar afeta apenas a região em contacto com o anel fibroso, produzindo uma osteólise do canto ântero-superior das vértebras (Curate, 2003/2004). A distribuição topográfica das lesões em cada corpo vertebral está limitada à parte anterior próxima ao anel fibroso, com ou sem envolvimento da parte central da lâmina vertebral. Outra característica da inflamação vertebral associada à brucelose é a formação de osso novo na superfície anterior dos corpos vertebrais. Em muitos casos, esta neo-formação óssea exibe uma aparência incomum, áspera e irregular (Curate, 2003/2004). A epifisite do ângulo ântero-superior das vértebras lombares, descrita por Agustin Pedro-Pons como um sinal patognomónico da brucelose. Esta expressão radiológica tem sido usada para guiar o diagnóstico desta efemeridade, o chamado Sinal de Pedro-Pons. O segmento lombar é o mais afetado pela epifisite brucelar, especialmente a L4 e L5 (Curate, 2003/2004). Na região dorsal, onde é menos comum, afeta preferencialmente as duas últimas vértebras. O Sinal de Pedro-Pons, resume-se a uma erosão do ângulo superior do corpo vertebral, por norma acompanhada de um halo marginal de adensamento ósseo, também designado por esclerose. Para uma possível análise de erosão interna do angulo antero-superior das vetebras, pode-se recorrer ao raio-x como método complementar de diagnóstico (Ortner, 2003). Para além do raio-x, pode-se correr a análises de DNA na tentativa de indicar a presença do bacilo (Navajo et al., 2004).

### Lesões provocadas no esqueleto
As complicações mais comuns desta doença são osteoarticulares (cerca de 40% dos casos clínicos), Espondilite e Osteomielite vertebral. Afeta, geralmente, as vértebras torácicas e lombares e algumas articulações como a sacroilíaca, a coxofemoral e a do joelho. Os ossos longos, raramente são afetados por esta doença (Jones, 2019).A brucelose, apresenta lesões idênticas às lesões provocadas pela osteomielite, como destruição óssea, formação de abcessos e espessamento do periósteo. Por apresentar lesões idênticas a outro tipo de doenças, os estudos paleopatológicos sobre a brucelose são limitados devido à preservação dos ossos afetados e estes serem de diagnostico difícil por apresentarem lesões idênticas a outras doenças (Jones, 2019).A lesão mais comum, encontrada nas vértebras, é a destruição causa por um foco destrutivo na margem ântero-superior do corpo vertebral. A estrutura afetada, possui uma aparência porosa. Uma outra característica associada a esta doença, é a formação de osso novo na região anterior dos corpos vertebrais, que apresenta um aspeto irregular, sendo um indicador de que o processo inflamatório afetou o periósteo do osso. Para detetar pequenas irregularidades nas vértebras, como aumentos da densidade óssea no redor da lesão devemos fazer uma radiografia para provar que não é uma lesão postmortem (Curate, 2004). Na paleopatologia as destruições dos corpos vertebrais entre 4 a 10mm com uma esclerose nos corpos vertebrais intactos são lesões mais típicas no indivíduo com brucelose e a idade da morte do indivíduo também é um fator para completar o diagnostico, visto que, a brucelose não é fatal como a tuberculose ou mal de pott.Em 1929, um patologista, Agustin Pedro-Pons, descreveu a lesão ântero-superior como sendo um sinal patognomónico da brucelose, e ficou denominado como o sinal de Pedro-Pons. A lesão do ângulo ântero-superior é denominada epifisite brucelar, que tende a atacar, especialmente, as vértebras lombares L4 e L5 e corresponde à erosão do ângulo ântero-superior do corpo vertebral, acompanhada por esclerose (Curate, 2004).

## Tratamento
A vacinação contra a brucelose é feita em animais para evitar o contágio a humanos. O tratamento se dá a partir da associação de antibióticos (tetraciclina, rifampicina, estreptomicina e gentamicina ou um aminoglicosídeo e doxiciclina) que atenuam e controlam os sintomas da doença.
Alguns estados do Brasil, por exemplo Paraná e Santa Catarina, já possuem um protocolo de tratamento da brucelose humana, o que facilita o diagnóstico e posterior tratamento da doença. Segundo o Conselho Regional de Medicina Veterinária de Santa Catarina, o tratamento é prolongado e com o uso de antibióticos específicos. Em alguns pacientes o quadro persiste por mais de um ano com complicações osteo-articulares em 20% a 60% dos casos, febre e abscessos em certos órgãos, em casos mais graves pode levar a óbito. 
A Coordenação do Programa Estadual da Brucelose Humana da Diretoria de Vigilância Epidemiológica/Secretaria de Saúde de Santa Catarina informou que em 2012, ano em que o Protocolo de Tratamento da Brucelose Humana foi adotado, houve 25 pessoas reagentes a  doença, em 2013 foram 74 pessoas, em 2014 foram 20 e em 2015 este número subiu para 130 pessoas. 
Já no caso animal existe vacinação que atua na prevenção da doença, porém não existe tratamento para os animais já contaminados. Pela legislação Federal, a vacinação (amostra B19) dos bovinos é recomendada, em dose única, somente nas fêmeas com idade entre 3-8 meses. As bezerras são marcadas com ferro candente no lado esquerdo com um V e os algarismos finais do ano de vacinação. A resposta sorológica das bezerras vacinadas tende a desaparecer rapidamente, ao contrário do que ocorre com a vacinação dos animais adultos. Os animais positivos às técnicas sorológicas devem ser eliminados. 

## Prevenção
- Exame de todo o rebanho anualmente.
- Abate dos animais contaminados.
- Isolamento das matrizes que abortarem.
- Comprar animais somente em rebanhos (plantéis) livres da doença. Isso porque animais com exames de sangue (sorologia) negativos, vindos de rebanhos que têm animais infectados, podem conter a doença em estágio de incubação.
- Pasteurização do leite.
- Cozimento prolongado da carne em fogo alto.
- O uso de EPIs por parte dos profissionais que manuseiam os animais.
- Dar o destino correto ao material orgânico contaminado.
- Esterilizar equipamentos.